# Diálogos de paz entre el gobierno de Ernesto Samper y el Ejército de Liberación Nacional
Los Diálogos de paz entre el gobierno de Ernesto Samper y el Ejército de Liberación Nacional se refiere a la serie de negociaciones y conversaciones sostenidas entre el gobierno del presidente Ernesto Samper y la guerrilla del Ejército de Liberación Nacional (ELN) con el fin de comenzar un proceso de paz que pusiera término al conflicto armado colombiano.
En el gobierno del presidente Samper no avanzó sustancialmente en diálogos con movimientos guerrilleros, pero hubo una activa participación de la sociedad civil al participar directamente en negociaciones de paz. Carlos Holmes Trujillo, fue quien realizó los primeros acercamientos con el Ejército de Liberación Nacional, ELN, junto al Ejército Popular de Liberación (EPL). Ambos grupos tenían a líderes guerrilleros presos en la cárcel de Itaguí, departamento de Antioquia. Mientras que los Diálogos de paz entre el gobierno Samper y las FARC-EP se dieron a través de la Comisión de Conciliación Nacional, creada por la sociedad civil.

## Negociaciones alemanas con el ELN
Mauss fue ordenado por el gobierno alemán de regresar a Alemania para recibir una nueva misión. La misión consistía en negociar con la cúpula del ELN unas posibles negociaciones de paz con el gobierno del presidente colombiano Ernesto Samper. El 8 de noviembre de 1995, Mauss se reunió con los comandantes guerrilleros del ELN, alias "Antonio Garcia" y alias "Gabino". Tras terminar su tarea en Colombia, Mauss regresó a Alemania con documentos en los que los comandantes del ELN pedían coordinar un viaje a Europa para ellos y visitar varios países. A principios de 1996, alias Antonio García y 18 guerrilleros más del ELN viajaron a Europa con una autorización especial, en un tour que perduró por cerca de seis meses y en el que visitaron los países de España, Suiza, Francia, Italia, Países Bajos y Noruega. En Italia, aprovecharon para visitar la Ciudad del Vaticano, donde el plan de paz recibió la bendición de la iglesia católica.
A mediados de abril de 1996, los Mauss regresaron a Colombia para informarle al gobierno Samper sobre los avances en las negociaciones. Entre los presentes estaban el ministro Horacio Serpa, Carlos Villamil Chaux y el embajador de Alemania en Colombia, Bernd Schmidbauer. Uno de los problemas que surgieron para que las negociaciones se llevaran a cabo, fue que el gobierno alemán quería incluir el narcotráfico en la agenda del plan de paz, a lo cual el gobierno estadounidense se opuso.

### Arresto de Werner Mauss en Colombia
En noviembre de 1996 los Mauss, Werner Mauss y su esposa Micaela, fueron a Colombia para negociar el rescate de la ciudadana alemana Brigitte Schonne, esposa del presidente de la empresa BASF en Colombia. Al intentar abordar una avioneta en el Aeropuerto Internacional José María Córdova de Rionegro, departamento de Antioquia, los Mauss fueron arrestados por el Comando Anti-Extorsión y Secuestro (CAES) de la Policía Nacional de Colombia. La Fiscalía General de la Nación los acusó de secuestro y extorsión. Los Mauss, desconocidos para la opinión pública colombiano en ese momento, recibieron amplia cobertura de los medios de comunicación y fue cuando salieron a relucir las negociaciones clandestinas de los Mauss para lograr una negociación de paz entre el gobierno Samper y el ELN. Los Mauss fueron encarcelados y la negociación con el ELN no progresó. La mesa de paz se hubiera instalado el 16 de diciembre de 1996 en Alemania y un posible cese al fuego a partir del 1 de enero de 1997 junto con la liberación de secuestrados en mal estado de salud.

## Reunión en España
En febrero de 1998, el ELN firmó el borrador de un acuerdo con el gobierno en el que detallaban el proceso para la Convención Nacional. El documento nunca fue ratificado por la Muerte de alias "El Cura Pérez" entonces jefe del ELN. Pérez murió después de contraer hepatitis C en algún lugar de las montañas del departamento de Santander, el 14 de febrero de 1998, una semana después de que la guerrilla del ELN se comprometiera a buscar la paz en un preacuerdo firmado en el Palacio de Viana en Madrid.
El 6 de abril de 1998, el vocero del ELN, Francisco Galán desde la cárcel de Itaguí, dijo que Pérez estuvo al tanto del preacuerdo en España y que antes de morir dio su aval como comandante. El preacuerdo fue filtrado a la prensa y como consecuencia de ello no se concretó.

## Reunión en Maguncia
En diciembre de 1997, Werner Mauss y su esposa Isabel Seidel, visitaron los campamentos del ELN en Colombia para tratar de reactivar el proceso nuevamente. Los Mauss fueron absueltos por la justicia colombiana por su mediación en la liberación de Brigitte Schoene. Mauss reinició los contactos con el Comando Central (COCE) del ELN para discutir las bases del acuerdo de Puerta del Cielo, que se dio en la ciudad alemana de Maguncia, el 12 de julio de 1998 con la participación de los comandantes guerrilleros alias Pablo Beltrán y alias Oscar Santos. En las reuniones participaron el Comando Central del ELN, una comisión representativa de la sociedad civil colombiana y el equipo negociador del gobierno Samper. El acuerdo fue firmado por los representantes de la sociedad civil y los comandantes del ELN. El gobierno Samper no se presentó a la reunión donde se firmó el acuerdo pero estuvo de acuerdo con el convenio. El acuerdo básicamente contemplaba el desarrollo de la propuesta de la Convención Nacional. Los acuerdos de Maguncia fueron censurados por la opinión pública debido a que en cierta forma legitimaba la práctica del secuestro.
Nicolás Rodríguez Bautista, como nuevo comandante del ELN quiso reunirse con representantes de la sociedad civil y no con el gobierno del presidente Ernesto Samper, reunión que se llevó a cabo en Maguncia, Alemania. El 15 de julio de 1998, la sociedad civil y el ELN se comprometieron a impulsar la Convención Nacional, que luego fueron discutidas por el gobierno de Andrés Pastrana y el ELN. A pesar de los diálogos, el ELN no dejó su accionar militar, ni prácticas delictivas, pero se debilitaron en 1998 por las incursiones paramilitares de las AUC que principalmente se dirigieron a repeler a esta organización.

## Proceso de Paz
Mediante Resolución n.º 83, el Gobierno del presidente Samper declaró la iniciación del proceso de paz con el ELN y le reconoció carácter político. EL gobierno y el ELN se reunieron en Río Verde, departamento de Antioquia, para preparar la Convención Nacional. Por parte del ELN fueron los comandantes guerrilleros, Francisco Galán y Felipe Torres.

### Masacre de Machuca
El 18 de octubre de 1998, miembros del ELN destruyen un tramo del oleoducto central en Machuca (Antioquia), tras los incendios desatados cerca de 70 personas murieron calcinadas. Nicolás Rodríguez, alias "Gabino" aceptó la responsabilidad del ELN en la acción.

## Reunión en Caracas
El 10 de febrero de 1999, el Alto Comisionado para la paz Víctor G. Ricardo y Antonio García, responsable militar del ELN se reunieron en Caracas, Venezuela.